# 罗杰 (中国人民解放军开国少将)
罗杰 （1912年—1992年4月6日），辽宁海城人，中国人民解放军开国少将。

## 生平
1932年入东北军当兵。1936年入东北军学兵队。1937年参加中国工农红军。1937年加入中国共产党。
1964年晋升为少将军衔。